# 堀内桜花
堀内 桜花（ほりうち さくら、2006年4月1日 - ）は、日本の女子バスケットボール選手である。ポジションはポイントガード。Wリーグのシャンソン化粧品シャンソンVマジック所属。

## 来歴
京都精華学園高校では1年次より主力となり、2年次より2年連続インターハイ・ウインターカップ2冠に貢献。
2023年12月、シャンソンVマジックにアーリーエントリー登録され、ウインターカップ翌日の29日に行われた新潟アルビレックスBBラビッツ戦でWリーグデビューを果たす。
2024年5月には中国で開催された「NIKE ALL ASIA CAMP」に参加し、6月にはFIBA U18女子アジアカップ2024にU18女子日本代表として出場した。

## 日本代表歴
- 2024 U18アジアカップ 3位
- 2025 U19ワールドカップ 6位